# Onthophagus hirculus
Onthophagus hirculus är en skalbaggsart som beskrevs av Mannerheim 1829. Onthophagus hirculus ingår i släktet Onthophagus och familjen bladhorningar. Inga underarter finns listade i Catalogue of Life.